# Vale de comida

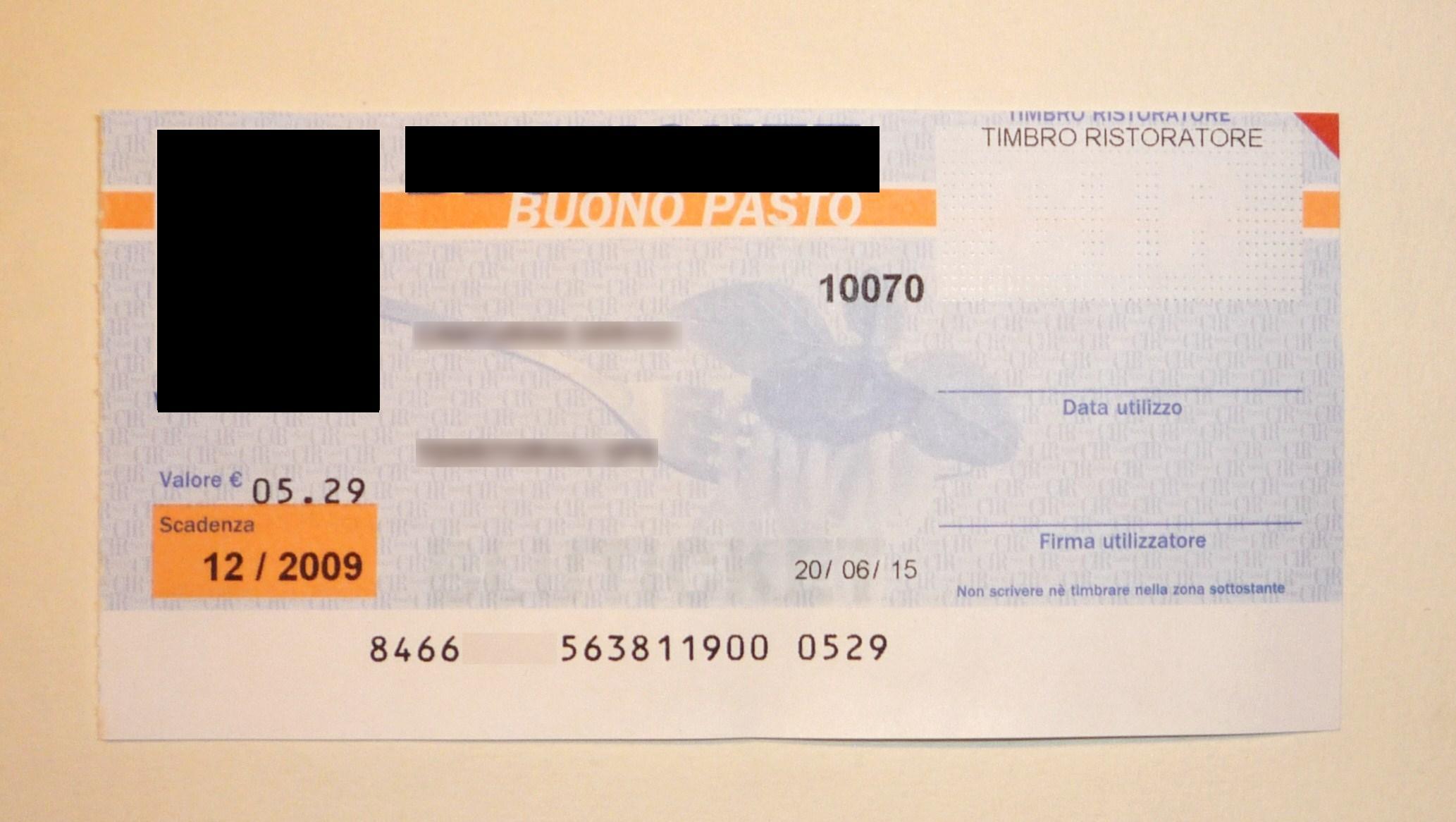
Ejemplo de vales de comida internacionales

Un vale de comida o vale de almuerzo es un vale para comer que se entrega a los empleados como beneficio , permitiéndoles comer en restaurantes externos, generalmente a la hora del almuerzo. En muchos países, los vales de comida han tenido un trato fiscal favorable. Los vales suelen presentarse en forma de tickets de papel, pero están siendo reemplazados gradualmente por vales electrónicos en forma de una tarjeta de pago especial.

## Accor y Edenred
En 1983, Accor era la propietaria de los Ticket Restaurant británicos. Accor lanzó sus ideas 1998 como Accor Services, que acabó siendo Edenred en 2010.

## Argentina
En Argentina antes que existiera una norma legal que resolviera expresamente el caso, era controvertida la cuestión acerca del encuadre jurídico de los vales de comida ya que existían opiniones doctrinarias y jurisprudencia tanto a favor de considerarla una remuneración como de calificarla como “beneficio social” que no integraba la remuneración. Esta discusión tenía consecuencias jurídicas y económicas pues de ella dependía si estaban o no gravadas por los aportes a la seguridad social y si se debían o no computar como remuneración a los fines del cálculo de las indemnizaciones de todo tipo, aguinaldos, vacaciones, etc. La cuestión se intentó resolver, primero las excluyó el decreto 1477/89 –que luego fue declarado inconstitucional- y luego ley 24.700 mantenía su carácter de beneficio social no integrante de la remuneración en cuanto no superaran el 20 % del salario de los trabajadores comprendidos en convenio colectivo o el 10 % del correspondiente a los que no están dentro de ellos.  Posteriormente, sin embargo, la ley 26341 determinó que el importe de los vales de comida forma parte de la remuneración de los trabajadores a todos los efectos legales o sea que tributan impuestos y aportes previsionales, se toman para el cálculo de indemnizaciones, etc.

## España
En España, los vales de comida son un beneficio social proporcionado por algunas empresas a sus empleados, como parte de las políticas sociales de la empresa. Son conceptos que compensan el hecho de que el trabajador no pueda comer en casa, pero no retribuyen el trabajo y pueden ser utilizados por todos aquellos empleados que tienen jornada laboral partida, en días laborables y siempre que esos días no estén percibiendo dietas de manutención. 
Estos vales pueden ser canjeados principalmente por comidas y almuerzos en algunos restaurantes. 
El vale de comida no es salario, es un instrumento para el trabajador, que sirve para canjear por una comida, regulado en España desde el año 1938 con la ley de comedores (Decreto de 8 de junio de 1938) disponiendo que las empresas habiliten comedores para obreros cuando disponen de menos de dos horas para comer aunque su desarrollo formal data de 1994 (Ley General de la Seguridad Social, aprobado por el Real Decreto Legislativo 1/1994 de 20 de junio) que los incluyó como conceptos exentos en la base de cotización y 2006 con la ley 35/2006, del IRPF que entendió los vales de comida como un beneficio social que estaba exento de tributo hasta 9 euros por día.
Actualmente el Real Decreto-ley 16/2013, del 20 de diciembre de 2013, de medidas para favorecer la contratación estable y mejorar la empleabilidad de los trabajadores ha establecido que dichos beneficios sociales pasen a engrosar la base de cotización a cargo tanto de la empresa como del trabajador.

## Francia
Los vales de comida fueron introducidos en Francia en 1962 por Jacques Borel, quien se inspiró en los vales de comida y los llamó Ticket Restaurant. A partir de 1976, Ticket Restaurant se expandió fuera de Francia y se convirtió en parte de Accor en 1983.